# Бутовский, Николай Дмитриевич
Николай Дмитриевич Бутовский (1850—после 1917) — военный писатель, генерал от инфантерии Русской императорской армии.

## Биография
Николай Бутовский родился 20 января 1850 года; родители — Надежда Степановна Райзер и Дмитрий Петрович Бутовский, полтавские помещики, брат — генерал А. Д. Бутовский (1838—1917). Образование получил в Петровском Полтавском кадетском корпусе и 1-м военном Павловском училище.
12 июля 1869 года он был произведён в подпоручики с зачислением по армейской пехоте и с прикомандированием к лейб-гвардии Павловскому полку. Через год зачислен в полк с переименованием в прапорщики гвардии.
8 апреля 1873 года произведён в гвардейские подпоручики, 31 марта 1874 года — в поручики.
С началом русско-турецкой войны в 1877 году подал рапорт о переводе в действующую армию и принял участие в боевых действиях на Кавказе в составе 155-го пехотного Кубинского полка. После мобилизации гвардии вернулся в свой полк на Дунайский театр военных действий. 
За отличия во время войны удостоен орденов Святой Анны 4-й степени с надписью «За храбрость» и Святого Станислава 3-й степени с мечами и бантом. 16 апреля 1878 года произведён в штабс-капитаны.
После войны назначен ротным командиром, оставался в этой должности 11 лет и 11 месяцев. В 1883 году произведён в капитаны (старшинство с 30 августа).
В 1890 году произведён в полковники (старшинство с 30 августа) и назначен командиром батальона в своём полку, исполняя эту должность 3 года и 3 месяца.
1 февраля 1895 года назначен командиром Рижского учебного унтер-офицерского батальона, а 7 ноября 1898 года — командиром 116-го пехотного Малоярославского полка.
10 сентября 1900 года Николай Дмитриевич Бутовский был произведён в генерал-майоры, с назначением командиром 2-й бригады 27-й пехотной дивизии. 22 февраля 1901 года переведён на должность командира 2-й бригады 29-й пехотной дивизии.
16 июня 1904 года назначен начальником 2-й Туркестанской резервной бригады, 22 марта 1907 года — командующим 7-й Восточно-Сибирской стрелковой дивизией. 22 апреля 1907 года произведён в генерал-лейтенанты, с утверждением в должности начальника 7-й Восточно-Сибирской стрелковой дивизии.
21 июля 1910 года назначен начальником 32-й пехотной дивизии. 25 марта 1911 года произведён в генералы от инфантерии и уволен в отставку «с мундиром и пенсией».
Принимал участие во многих комиссиях при Главном штабе Русской императорской армии, вырабатывавших положения по воспитанию и образованию войск.
На начало 1917 года проживал в Петрограде. Точная дата смерти Николая Дмитриевича Бутовского не установлена, известно лишь, что это произошло после октябрьского переворота 1917 года. По воспоминаниям Сергея Эйзенштейна генерал Бутовский отличался скупостью и умер от разрыва сердца в день отказа новых властей от оплаты по государственным облигациям.

## Литературная деятельность
Литературная деятельность Н. Д. Бутовского началась в 1877 году рядом военных корреспонденций с театра войны в петербургской газете «Голос» под редакцией А. А. Краевского.
Затем ряд его статей («Русский инвалид», «Военный сборник», «Развед.» и др) были собраны в двухтомнике: «О способах обучения и воспитания современного солдата — практические заметки командира роты» (1908—1909).

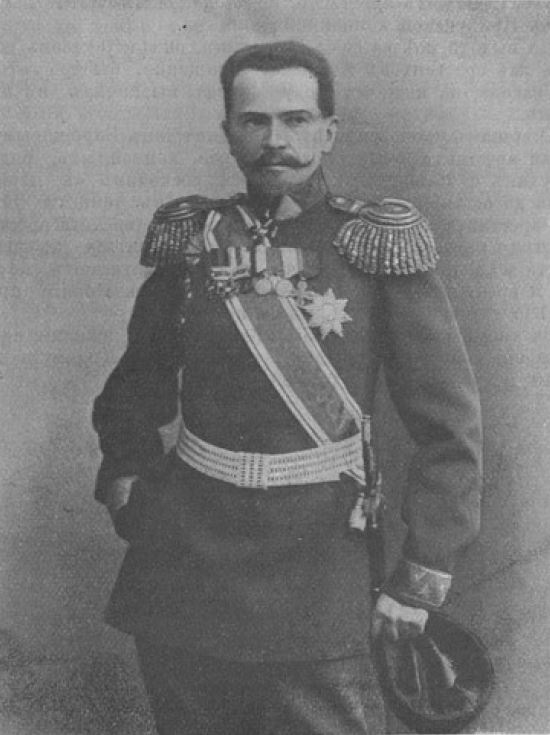
Н. Д. Бутовский в 1904 году

Кроме этого были изданы труды: «О подготовке учителей молодых солдат — практические советы командира роты», 1902 г.; «О производстве ротных учений — практические советы для скорого систематического обучения роты», 1910 г., и др.
Художественной иллюстрацией военно-педагогических взглядов писателя может служить сборник его рассказов: «Наши солдаты — типы мирного и военного времени» (с иллюстрациями, 1901 год).
Статьи его о воспитании офицерского корпуса собраны в книгах: «Прежняя служба и настоящая — очерк развития солдатской школы», 1909 год, «Командиры — положительные и отрицательные типы начальника», 1901 год, «Очерки современного офицерского быта», 1909 год, «Отец-командир — тип современного военного начальника», 1909 год, «Статьи на современные темы», 1907 год, «Пособие для составления аттестаций», 1908 год, «Сборник последних статей», 1910 год и другие.
Специально для молодых офицеров изданы: «Отрывки из беседы с молодежью» (1909 год) и «Промахи молодого офицера» (1904 год).
Во всех этих работах, выдержавших по нескольку изданий, в интересном, живом изложении разрабатываются вопросы: об авторитете начальника, какими способами можно увлечь подчиненных работой, вызвать в них инициативу, стремление к совершенствованию и осознание своего нравственного достоинства.
Идеалом автора является уравновешенный офицер, над которым «не висит Дамоклов меч, всеминутно грозящий его самолюбию и праву на уважение и постоянно держащий его в беспокойстве за завтрашний день, — только такой офицер может широко раскрыть клапаны своего ума и сердца для воспринятия науки, искусства и долга». Большое влияние на литерную деятельность Бутовского имел М. И. Драгомиров.
Некоторые его труды были переведены на иностранные языки — французский, немецкий, болгарский и румынский.

## Семья
- Вторая жена — Александра Ивановна Конецкая, дочь купца 1-й гильдии Ивана Ивановича Конецкого. Дети Леонид (1894—?), Дмитрий (1898—?), Анатолий (1899—?), Наталья (1900—?)[11]. Свояк — архитектор М. О. Эйзенштейн, племянник — кинорежиссёр С. М. Эйзенштейн.

## Награды
- Орден Святой Анны 4-й степени с надписью «За храбрость» (1878 год)
- Орден Святого Станислава 3-й степени с мечами и бантом (1878 год)
- Орден Святой Анны 3-й степени (1882 год)
- Орден Святого Станислава 2-й степени (1885 год)
- Орден Святой Анны 2-й степени (1888 год)
- Орден Святого Владимира 4-й степени (1891 год)
- Орден Святого Владимира 3-й степени (186 год)
- Орден Святого Станислава 1-й степени (1903 год)
- Орден Святой Анны 1-й степени (1906 год)
- Крест «За переход через Дунай» (Румыния, 1879 год)